# Dendermonde
Dendermonde je belgické město ležící ve Vlámském regionu v provincii Východní Flandry.

## Obyvatelstvo
Město má přibližně 44 095 obyvatel (2010).

## Městské části
Od 1. ledna 1977 město Dendermonde sestává z těchto částí (bývalých obcí):
- Dendermonde
- Appels
- Baasrode
- Grembergen
- Mespelare
- Oudegem
- Schoonaarde
- Sint-Gillis-bij-Dendermonde

## Historie
Místo na soutoku řek Dender a Šelda bylo osídleno už v období laténské kultury. První písemná zmínka o Thenremonde (Dendermonde) pochází z roku 1087, v roce 1233 mu byla udělena městská práva. V roce 1384 se stalo součástí Burgundského vévodství, roku 1477 je získali Habsburkové. Město bohatlo z výroby sukna, vzniklo opevnění a gotické stavby jako radnice a kostel Naší Paní. O Dendermonde se sváděly tuhé boje za války o španělské dědictví i za francouzských revolučních válek. V roce 1835 bylo třetím městem na evropském kontinentu, kam byla zavedena železnice. Roku 1837 bylo založeno benediktinské opatství, kde je uložen Codex Villarensis. V roce 1914 město vypálila německá armáda, Dendermonde patří mezi sedm belgických mučednických měst.
V roce 2009 zabil psychicky vyšinutý útočník v místních jeslích tři lidi.

## Kultura
Městská zvonice je na seznamu Světového dědictví UNESCO jako jedna z šestapadesáti historicky cenných zvonic v Belgii a Francii. Součástí světového dědictví je také bekináž svatého Alexia z roku 1288. K mistrovským dílům ústního a nehmotného dědictví lidstva patří průvod s kostýmy a figurínami, připomínající legendu o koni jménem Ros Beiaard, který zachránil čtyři Haimonovy děti před Karlem Velikým. V Dendermonde sídlí dokumentační centrum jazzové historie a pořádá se hudební festival Denderpop. Natáčel se zde film Toto hrdina.

## Osobnosti spojené s městem
- Johannes Ockeghem (1410 - 1497), hudební skladatel, zřejmě se zde narodil
- Ivo Van Damme, (1954 – 1976), běžec

## Partnerská města
- Blagoevgrad, Bulharsko
- Geldrop, Nizozemsko
- Nienburg, Německo